# Culverthorpe
Culverthorpe är en by i civil parish Culverthorpe and Kelby, i distriktet North Kesteven, i grevskapet Lincolnshire, i England. Byn är belägen 12 km från Grantham. Culverthorpe var en civil parish 1866–1931 när blev den en del av Culverthorpe and Kelby. Civil parish hade 81 invånare år 1921. Byn nämndes i Domedagsboken (Domesday Book) år 1086, och kallades då Torp.